# Gemeinschaftskrankenhaus Havelhöhe

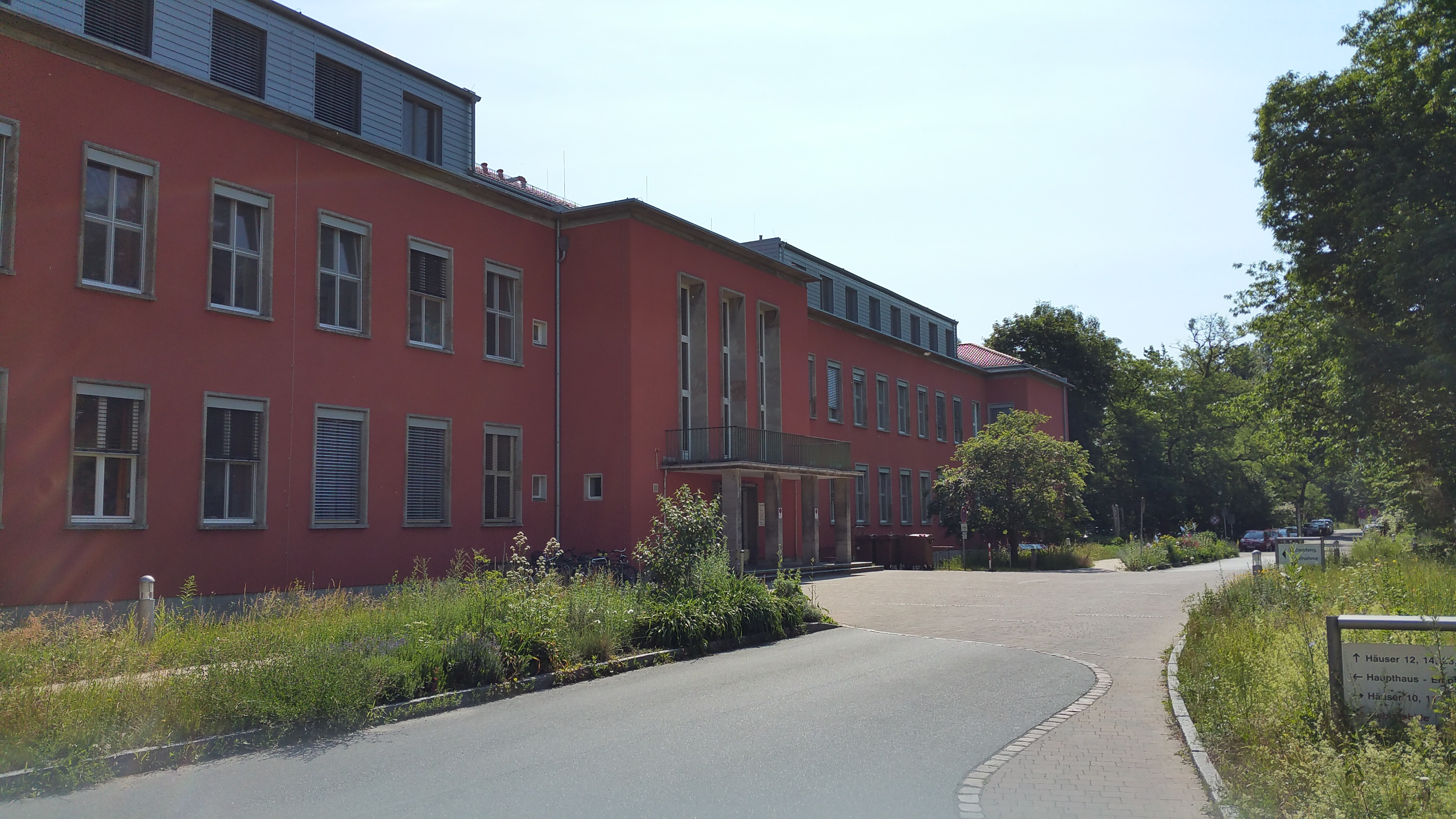
Haupthaus, 2016

Das Gemeinschaftskrankenhaus Havelhöhe ist ein Akutkrankenhaus mit integrativem Ansatz und seit 1997 akademisches Lehrkrankenhaus der Charité in Berlin-Kladow. Es ist das einzige anthroposophische Krankenhaus Berlins. Es befindet sich oberhalb des Steilufers der Havel auf dem weitläufigen Gelände einer ehemaligen Luftwaffenakademie, für welche es im Jahr 1935 eröffnet wurde. Seit 1950 dient es als Allgemeinkrankenhaus.

## Medizinische Abteilungen
Das Krankenhaus besteht aus 14 Fachabteilungen, darunter notfallmedizinische, chirurgische, internistische und onkologische Abteilungen und Zentren. Weitere Abteilungen sind Geburtshilfe, Geriatrie, Schmerz- und Palliativmedizin sowie Krankheiten der Verdauungsorgane. Einen Schwerpunkt des Klinikums bildet das von der Deutschen Krebsgesellschaft zertifizierte Onkologische Zentrum. Die Erste Hilfe ist rund um die Uhr geöffnet.
Die Abteilung für Innere Medizin umfasst die allgemein-innere Medizin, Diabetologie (mit Schulungskursen), Gastroenterologie (Verdauungs- und Stoffwechselkrankheiten, Darmzentrum), Kardiologie (mit drei Herzkatheter-Laboren und Schrittmachertherapie) und Pneumologie (Lungenerkrankungen, Lungenkrebszentrum). Einen eigenen Schwerpunkt bilden die interdisziplinären Abteilungen für Schmerz-, Sucht-, Palliativ- und Intensivmedizin.
Die Abteilung Psychosomatik / Psychotherapeutische Medizin hat Bereiche für Erwachsene, Jugendliche und Patienten im Drogenentzug und eine Tagesklinik. Von hier aus erfolgt auch die integrierte psychosomatische Behandlung der Patienten auf den drei internistischen Stationen (Gastroenterologie, Kardiologie und Pneumologie). Die Abteilung bietet außerdem Behandlungsmodule an, die von allen Patienten der Klinik besucht werden können.
Zur Abteilung Chirurgie gehören die Tumorchirurgie (Darm-, Bauchspeicheldrüsen-, Magen-, Leberkrebs, Metastasenchirurgie), die minimalinvasive Chirurgie (MIC), die interventionelle Endoskopie, die Schilddrüsenchirurgie (gutartige und bösartige Veränderungen) sowie die plastische Chirurgie mit rekonstruktiver Chirurgie (Wiederherstellungschirurgie), Brustchirurgie, Handchirurgie und ästhetischer Chirurgie.
Die Abteilung Frauenheilkunde und Geburtshilfe bietet mit dem Brustkrebszentrum und dem gynäkologischen Krebszentrum alle modernen Verfahren der Diagnostik und Therapie. Seit September 2005 gehört Havelhöhe zu den still-freundlichen Krankenhäusern in Deutschland.
Es ist eine der drei großen anthroposophischen Akutkliniken in Deutschland, die neben moderner Notfallmedizin für die regional ansässige Bevölkerung gleichzeitig auch die zusätzlichen Behandlungsmöglichkeiten der Anthroposophischen Medizin anbietet.
Das Krankenhaus hat im Jahr 2020 eine Corona-Ambulanz eingerichtet. Patienten werden nach anthroposophischen Therapiekonzepten u. a. mit Meteoreisen, Zaunrübe und Brechweinstein behandelt.

## Geschichte
Die Gebäude des heutigen Krankenhauses Havelhöhe wurden ab 1934 als Ausbildungsstätte für die Luftwaffe der Wehrmacht errichtet. Einige der hier ausgebildeten Flieger nahmen im Rahmen der Einsätze der Legion Condor auf Seiten der Falangisten am Spanischen Bürgerkrieg teil. In Erinnerung an diesen Abschnitt der Geschichte des Krankenhauses pflanzte der Berliner Konzeptkünstler Ben Wagin im März 2015 einen Ginkgo-Baum auf dem Krankenhausgelände. Nach dem Krieg wurde die Liegenschaft 1950 zunächst ein Zentrum für die Behandlung von Menschen mit Tuberkulose und wurde als Landestuberkulosekrankenhaus geführt. In den 1960er Jahren erfolgte die Umwandlung in ein Allgemeinkrankenhaus. Dieses gehörte bis Ende 1994 zum Städtischen Krankenhaus Spandau. Seit 1995 hat die Klinik ihre anthroposophische Ausrichtung. Damals war Havelhöhe als reguläres Krankenhaus für überflüssig befunden worden.
Die Trägerschaft des vormals städtischen Krankenhauses wurde im Jahr 1995 durch den Gemeinnützigen Verein zur Förderung und Entwicklung anthroposophisch erweiterter Heilkunst e. V. Berlin übernommen. Der im Zuge der Übernahme als ärztliche Leitung eingesetzte Harald Matthes war zu diesem Zeitpunkt mit 30 Jahren der jüngste Arzt in dieser Position im Bundesgebiet. Das Krankenhaus firmierte fortan in der Rechtsform einer gGmbH. Bald darauf begann eine zunehmende klinische Forschungstätigkeit zur Konzepterarbeitung und Evaluation der im Gemeinschaftskrankenhaus Havelhöhe (GKH) praktizierten anthroposophischen Medizin.
Im Jahr 1998 wurde eine Abteilung für Geburtshilfe eingerichtet. 2002 wurde das therapeutische Angebot des Krankenhauses um eine Psychosomatische Abteilung ergänzt. Im Jahr 2016 kam eine Psychosomatische Tagesklinik hinzu. Das Onkologische Zentrum für Gynäkologie, Brust-, Lungen- und Darmkrebs ist durch die Deutsche Krebsgemeinschaft zertifiziert. WHO und UNICEF haben die Klinik als babyfreundlich zertifiziert. Im Klinikum Havelhöhe werden Patienten aller Kassen im Rahmen der medizinischen Regelversorgung behandelt.

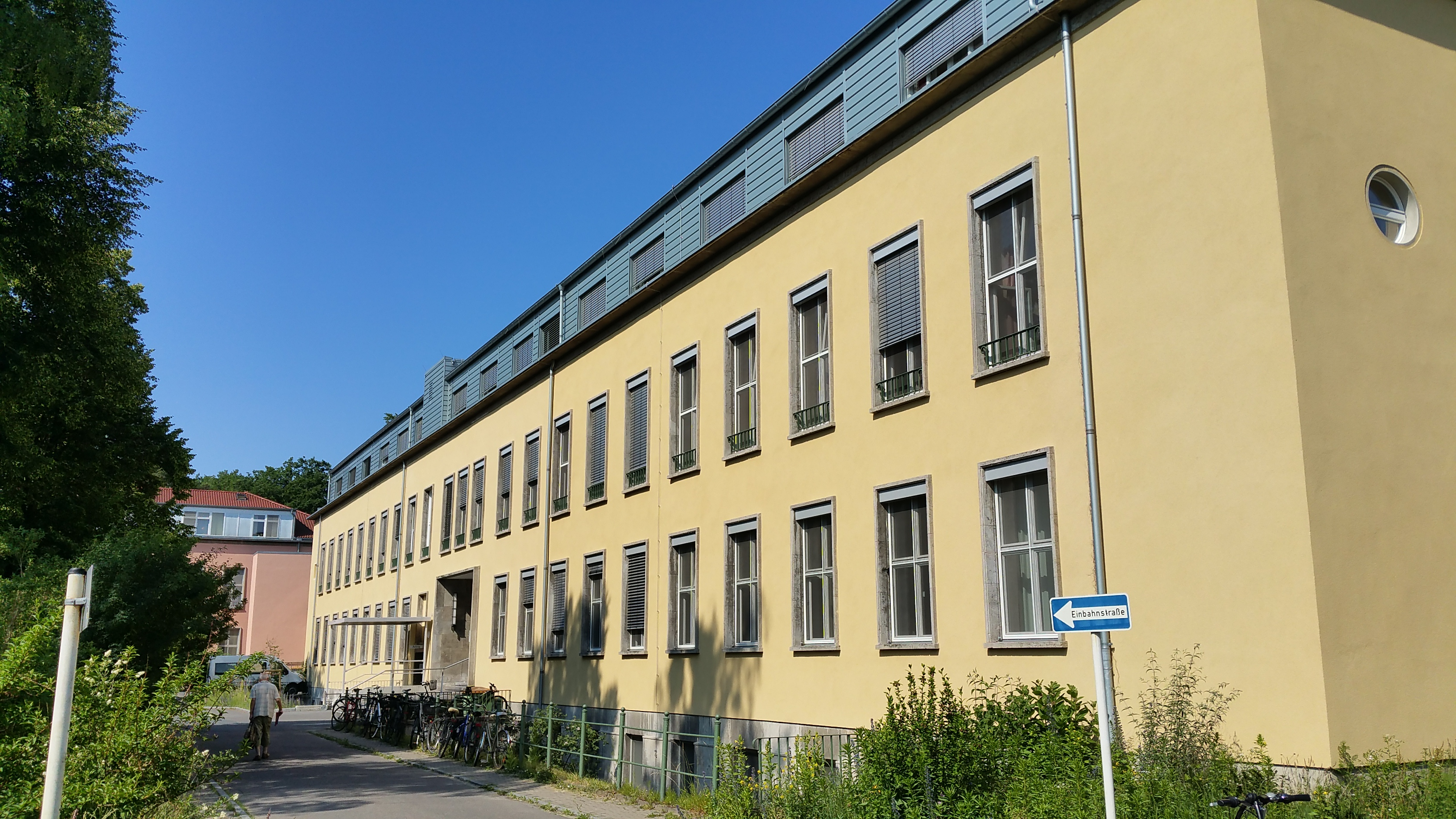
Haus 10, 2016

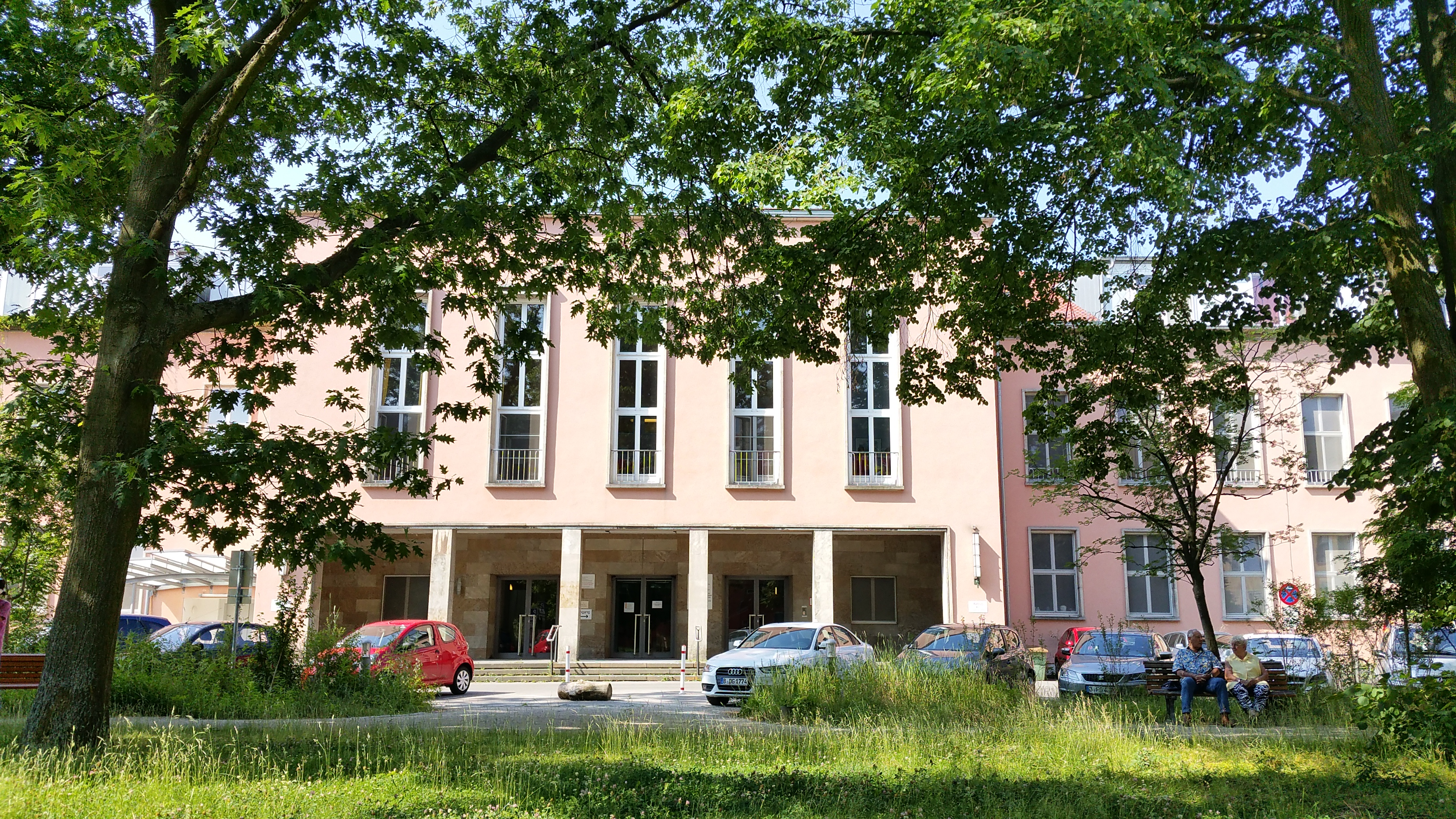
Haus 11, 2016

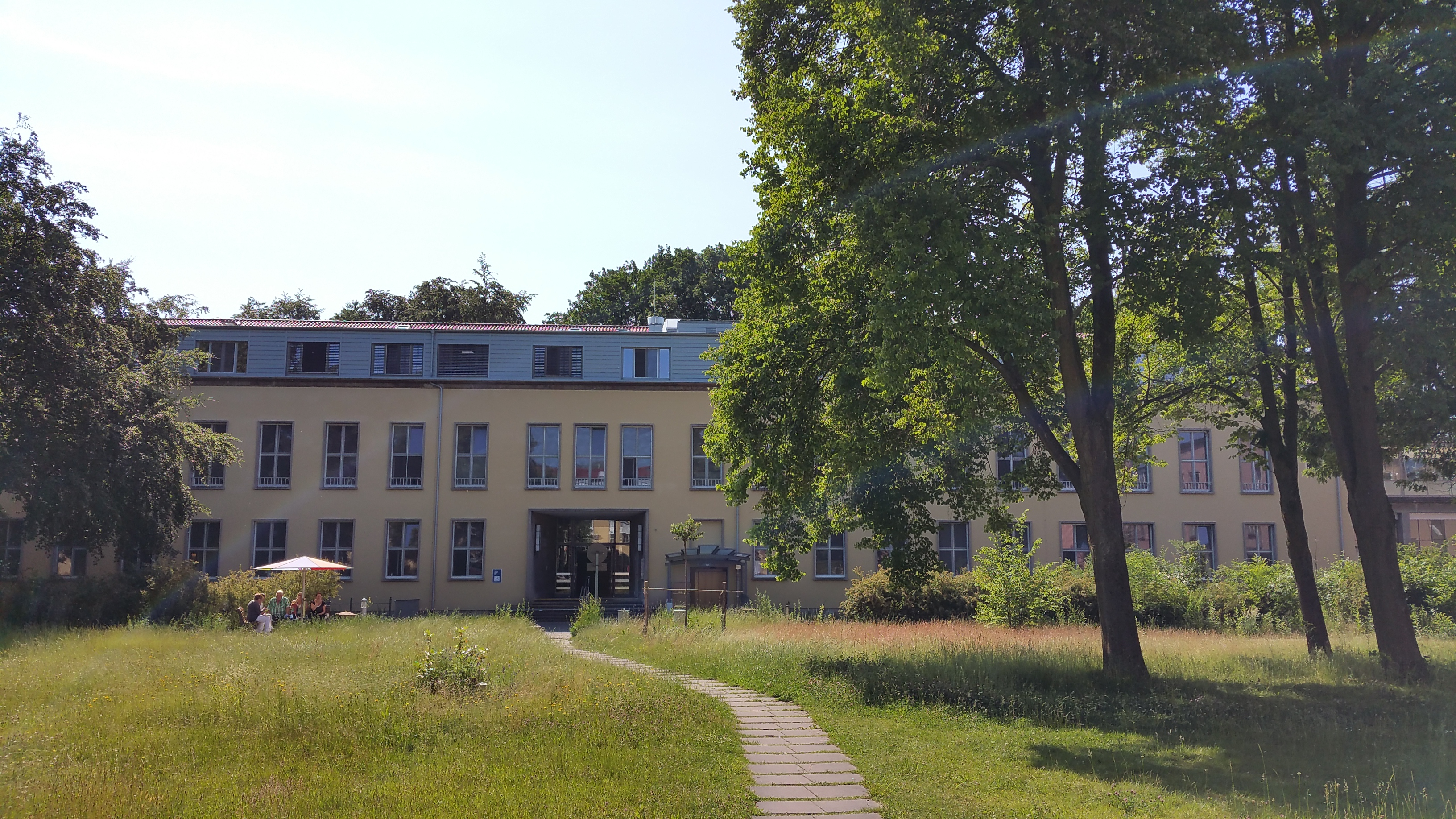
Haus 12, 2016

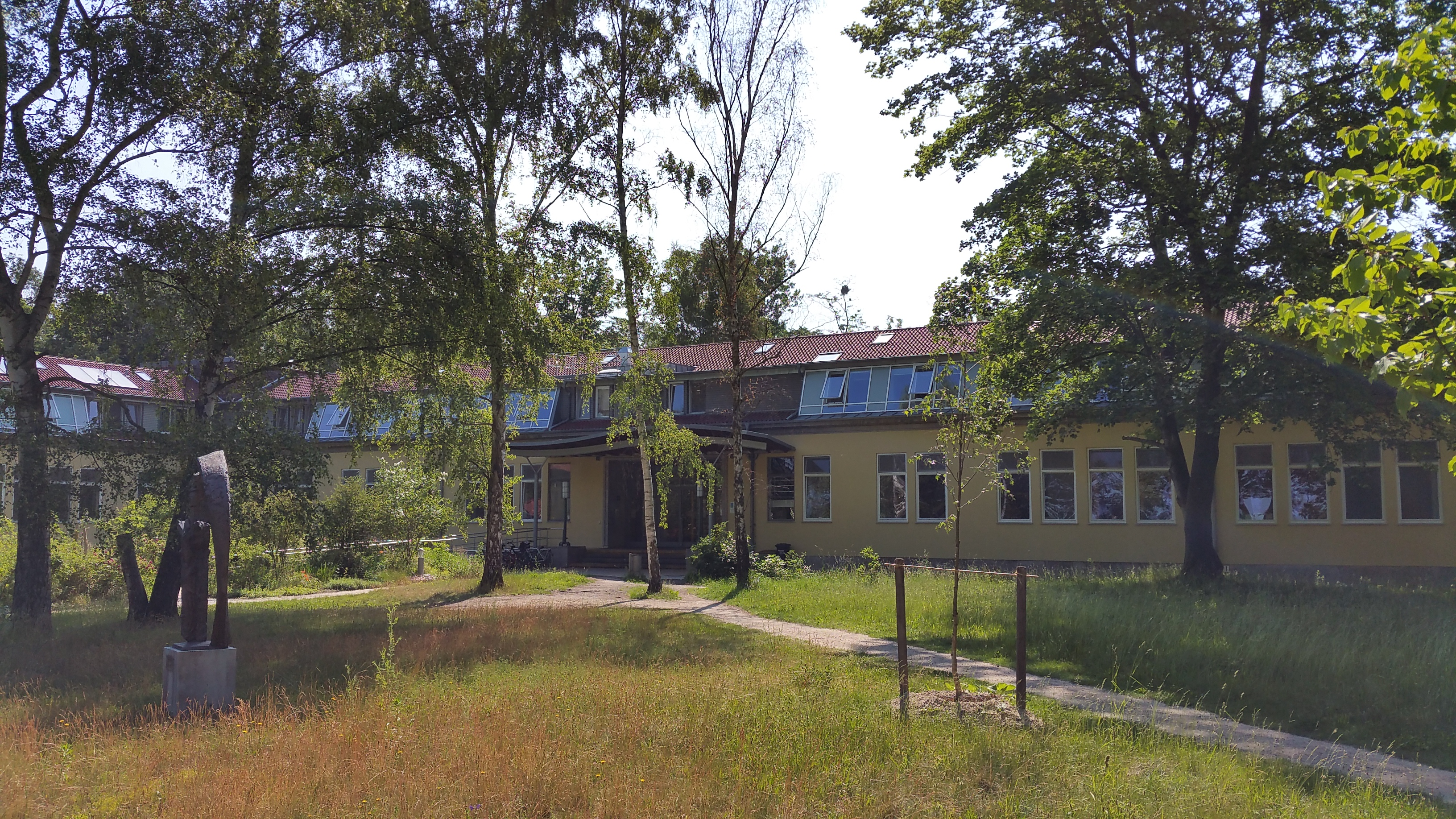
Haus 23, 2016

## Gebäudebestand
Das Gemeinschaftskrankenhaus Havelhöhe befindet sich auf einem weitläufigen, teilweise bewaldeten Gelände. Die Patientenversorgung erfolgt in mehreren Gebäuden, und es gibt Parkflächen für Autos.
Die Gebäude am Kladower Damm 221 wurden ab 1934 als Ausbildungsstätte der deutschen Luftwaffe gegenüber vom Flugplatz Gatow errichtet. Dort ausgebildete Soldaten waren Teil der Legion Condor, die im spanischen Bürgerkrieg auf Seiten General Francos eingriffen. Hellmuth Volkmann, der ehemalige Leiter der Legion Condor, leitete ab 1939 die Luftkriegsakademie am Kladower Damm. Um 2000 wurde vor allem das Innere der sechs Bettenhäuser sowie der Nebengebäude umgestaltet. Die Häuser auf dem 18 Hektar großen Waldgelände stehen unter Denkmalschutz.
Ende 2010 wurde der Zentral-OP neu errichtet.

## Leistungskennzahlen
Die Anzahl der Betten und die Menge der versorgten Patienten steigerte sich in den letzten Jahren kontinuierlich. Im Jahr 2013 wurden etwa 11.000 Patienten vollstationär in ca. 330 Betten behandelt – hinzu kamen etwa 6.500 ambulante Versorgungen. Die aktuellen Leistungsdaten sind:
- Anzahl der Betten: 400[1][12]
- stationär aufgenommene Patienten im Jahr: ca. 15.000[1]
- ambulant behandelte Patienten im Jahr: ca. 7.500
- Anzahl der Beschäftigten: ca. 600, davon etwa 100 Ärzte und etwa 200 Pflegekräfte[12]
- Zimmeranzahl: 231, davon 79 Einzelzimmer[12]

## Leitbild
Am Gemeinschaftskrankenhaus Havelhöhe werden die drei Dimensionen Geist, Seele und Leib in Diagnostik und Therapie ausgewogen berücksichtigt. zusätzlich zur Schulmedizin werden Naturheilmittel, Maltherapie, Musiktherapie, rhythmische Massage und Heileurythmie, eine Art anthroposophische Bewegungstherapie, eingesetzt.
Die medizinische Arbeit erfolgt nach naturwissenschaftlichen Gesichtspunkten und wird durch die Anthroposophie beeinflusste Heilmethodik ergänzt. Die Finanzierung der besonderen Angebote der Anthroposophischen Medizin erfolgt auch über ein mit den Krankenversicherungen verhandeltes Zusatzentgelt. Die Leistungen sind vom Gesetzgeber anerkannt. Seit der von Mitarbeitern gegründete Verein das Krankenhaus im Jahr 1995 übernahm, gehört die Planetary-Health-Medizin zum Leitbild des Hauses. Dies führte im selben Jahr zur Gründung des Arbeitskreises Ökologie, der einen Transformationsprozess hin zu einer umweltverträglicheren Energiewirtschaft initialisierte.

## Ökologischer Schwerpunkt
Das Krankenhaus optimierte bis 2013 im Rahmen der deutschen Klimaschutzinitiative seine Umweltbilanz. Hierfür wurde zunächst in 2000 die Energieversorgung von Heizöl auf Erdgas umgestellt. Seit 2002 bezieht das Krankenhaus Ökostrom aus erneuerbaren Energiequellen und ab 2005 wurde die Wärmeversorgung saniert. So gelang es, gegenüber dem CO2-Ausstoß zum Zeitpunkt der Ininitialisierung des Transformationsprozesses im Jahr 1995 inzwischen jährlich über 4.000 Tonnen einzusparen. Der Prozess wird zudem unterstützt durch Mitarbeiterschulungen, bei denen die Beschäftigten auf ressourcenschonendes Arbeiten und Energiespartipps aufmerksam gemacht werden. Zudem wurde die zentrale Sterilisation abgeschafft, verschiedene Gebäude komplettsaniert und wassersparende Perlatoren installiert und die Krankenhausernährung auf weitgehend vegetarische Speisen umgestellt. Im Jahr 2020 gab das Krankenhaus bekannt, bis zum Jahr 2023 klimaneutral wirtschaften zu wollen.

## Patientenzufriedenheit
2007 erhielt das Krankenhaus bei einer größeren Befragung unter Patienten die bewertungsbeste Positionierung unter einer Vielzahl teilnehmender Kliniken.

## Kritik
Im Jahr 2022 kritisierten Reporter der taz, dass die Coronarichtlinien für Krankenhäuser hier nicht eingehalten würden. Den Vorwürfen wurde von der ärztlichen Leitung des Krankenhauses widersprochen. Im Sommer 2022 geriet auch der Geschäftsführer des Krankenhauses, Harald Matthes in die Kritik, als er auf Basis von im Rahmen einer Interneterhebung zu Nebenwirkungen von Covid-19-Impfstoffen erhobenen Daten äußerte, dass die Zahl schwerer Komplikationen nach Impfung um 40 Mal höher sei, als durch das Paul-Ehrlich-Institut angegeben. Mehrere Experten widersprachen Matthes’ Daten und die Charité distanzierte sich von der Studie.

## Versorgungsinfrastruktur und Ausstattung
Das Krankenhaus verfügt über die gängigen mittelbaren Versorgungsinfrastrukturen wie Zeitungskiosk, öffentliche Patientenbibliothek, Blumenladen, Restaurant/Café und ein Bekleidungsgeschäft. Direkt vor dem Krankenhaus befindet sich eine Bushaltestelle, mit Anbindung nach Berlin-Spandau und ins Zentrum von West-Berlin. Auch eine Waldorfschule befindet sich auf dem Gelände. Dort werden Esel, Pferde, Schafe, Ziegenböcke gehalten, die auch für eine tiergestützte Therapie in der Psychosomatik eingesetzt werden.
Die Lage in der Natur unweit der Havel, der Verzicht auf Fernseher, die gewählten Farben und auch die Formen bei neu gestalteten Wegen entsprechen den Anforderungen an ein anthroposophisches Krankenhaus. Auf jeder Station gibt es einen Raum für das gemeinsame Essen und weitere Aufenthaltsräume.

## Zertifizierungen
Das Gemeinschaftskrankenhaus Havelhöhe ist seit 2010 nach den Vorgaben von AnthroMed zertifiziert.
- Zertifiziertes Onkologisches Zentrum und zertifiziertes Brust-, Lungen- und Darmkrebszentrum (Deutsche Krebsgesellschaft)
- WHO/UNICEF-Zertifikat „Babyfreundlich“
- Zertifiziertes Kontinenz- und Beckenbodenzentrum der Deutschen Kontinenz Gesellschaft
- Diabetologie-Zertifikat der Deutsche Diabetes Gesellschaft (DDG)[21]
- Klimafreundliches Krankenhaus nach KLIK-green seit 2013
- Engagement in der Deutschen Allianz Klimawandel und Gesundheit für nachhaltig bewirtschaftete Krankenhäuser

Die Pflege orientiert sich an den nationalen Expertenstandards in der Pflege, die vom Deutschen Netzwerk für Qualitätssicherung in der Pflege (DNQP) entwickelt werden.

## Netzwerk
Das Klinikum ist Teil eines Kliniknetzwerks der Anthro Med, einer gemeinnützigen GmbH mit dem Ziel, die Qualität der anthroposophischen Medizin zu sichern und weiterzuentwickeln. Internationale Verbände der anthroposophischen Medizin sind seit 2018 Gesellschafter von Anthro Med. Das Klinikum besitzt ein namensgleiches Tochterunternehmen, das als ambulante Poliklinik gleichfalls nach anthroposophischen Standards behandelt.